# 奥克瑟拉尔
奥克瑟拉尔（法語：Oxelaëre，法語發音：[ɔksəlaʁ]）是法国上法蘭西大區北部省的一个市镇，位于该省西北部，属于敦刻尔克区。

## 地理
奥克瑟拉尔（50°47'19"N, 2°28'33"E）面积4.72 平方千米，位于法国上法蘭西大區北部省，该省份为法国最北部的省份及最长的省份，西北濒北海，西接加来海峡省，南至埃纳省和索姆省，东与比利时接壤。
与奥克瑟拉尔接壤的市镇（或旧市镇、城区）包括：卡塞勒、巴万科沃、翁德盖姆、圣玛丽卡佩勒。
奥克瑟拉尔的时区为UTC+01:00、UTC+02:00（夏令时）。

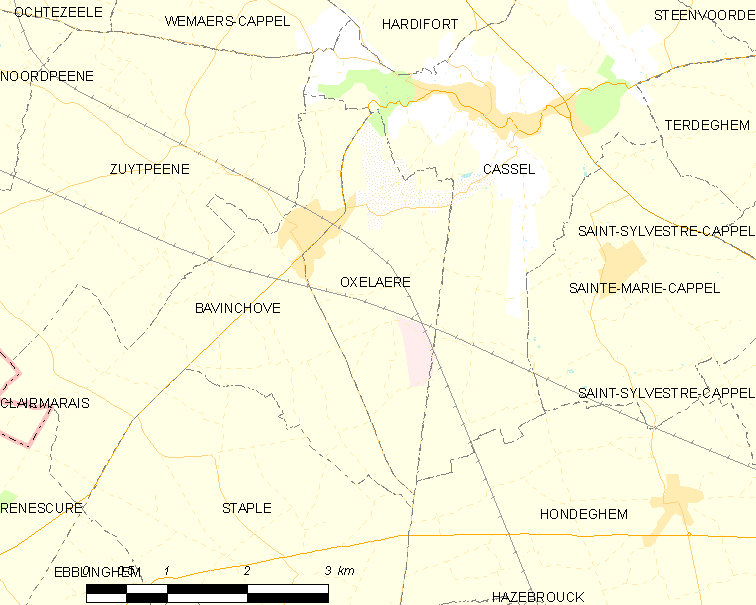
奥克瑟拉尔的OSM定位图

## 行政
奥克瑟拉尔的邮政编码为59670，INSEE市镇编码为59454。

## 政治
奥克瑟拉尔所属的省级选区为巴约勒县。

## 人口

1962-2008年间奥克瑟拉尔人口变化图示

奥克瑟拉尔于2022年1月1日时的人口数量为533人。